# Hércules de Miranda
Hércules de Miranda (* 2. Juli 1912 in Guaxupé, MG; † 3. September 1982 in Rio de Janeiro) war ein brasilianischer Fußballspieler.

## Karriere

### Verein
Hércules startete seine Laufbahn beim CA Juventus in São Paulo. Nach einer Station beim FC São Paulo ging der Spieler zum Fluminense FC nach Rio de Janeiro. Hier verkündete er vor der Vertragsunterzeichnung in den damals noch phrasenschweinlosen Zeiten: „Ich wollte immer schon in Rio und für Fluminense spielen!“ Es wird berichtet, dass er in 176 Spielen für Fluminense 164 Tore erzielt hat. Mit dem Klub konnte er fünfmal die Staatsmeisterschaft von Rio de Janeiro gewinnen. Seine Karriere beschloss er bei SC Corinthians aus São Paulo. Hier soll er in 73 Spielen 53 Tore erzielt haben. Noch 1943 wurde er mit 19 Treffern Torschützenkönig von São Paulo. Der Journalist Geraldo Romualdo da Silva meinte also nicht grundlos, dass Hércules im linken Fuß eine Kanone und im rechten eine Rakete gehabt hätte.
Nach seiner aktiven Laufbahn war Miranda in Rio de Janeiro als Immobilienmakler tätig.

### Nationalmannschaft
In der Nationalmannschaft kam Hércules in zwei Spielen der Fußball-Weltmeisterschaft 1938 zum Einsatz. Weitere Einsätze bekam er bei der Copa Roca 1939 und 1940 sowie beim Copa Río Branco 1940.

## Erfolge
São Paulo
- Campeonato Brasileiro de Seleções Estaduais: 1933, 1934

Rio de Janeiro
- Campeonato Brasileiro de Seleções Estaduais: 1935

Fluminense
- Torneio Rio-São Paulo 1940
- Staatsmeisterschaft von Rio de Janeiro: 1936, 1937, 1938, 1940, 1941
- Taça da Prefeitura do Distrito Federal: 1938